# Bubalornis
Bubalornis là một chi chim trong họ Ploceidae.

## Hình ảnh

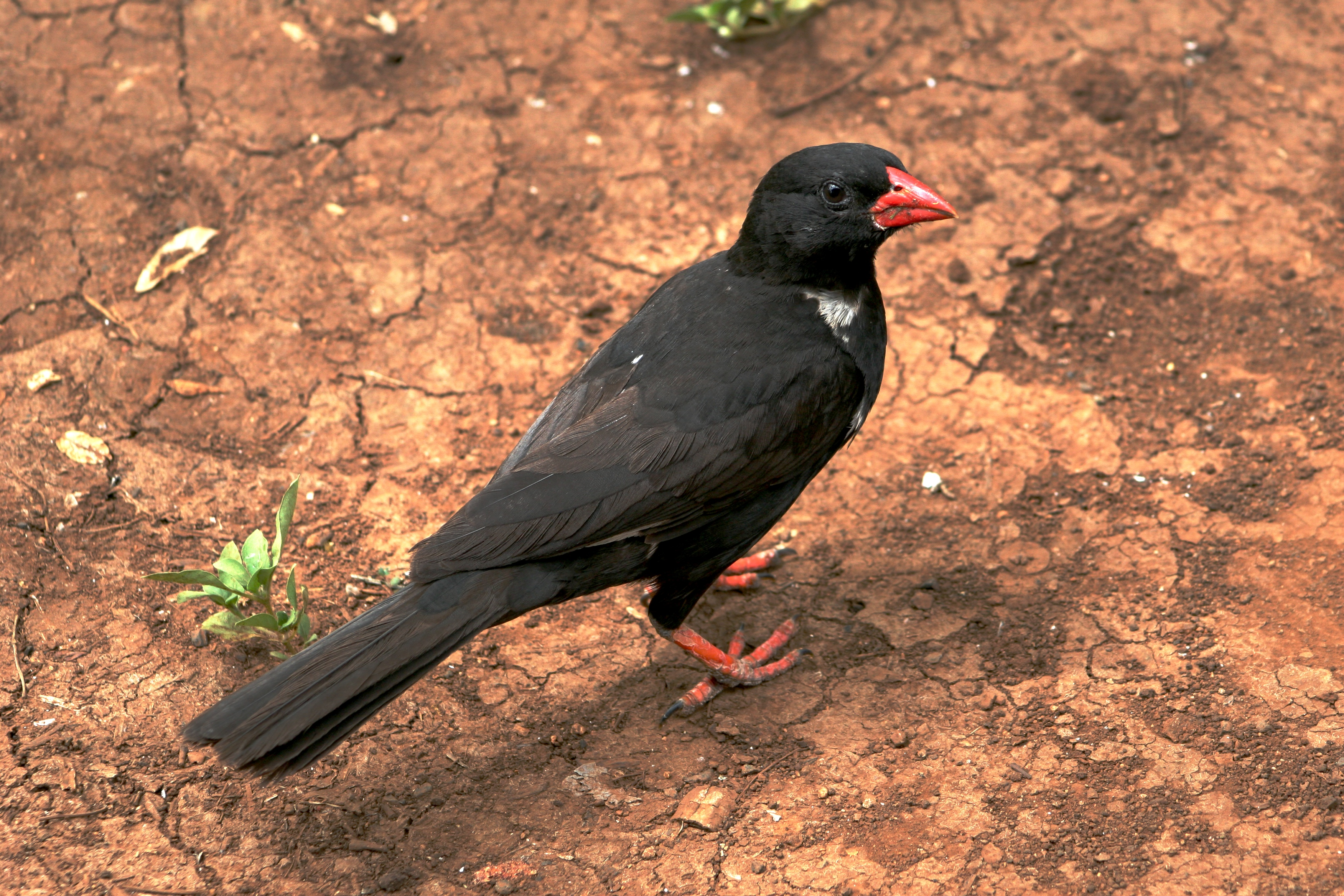
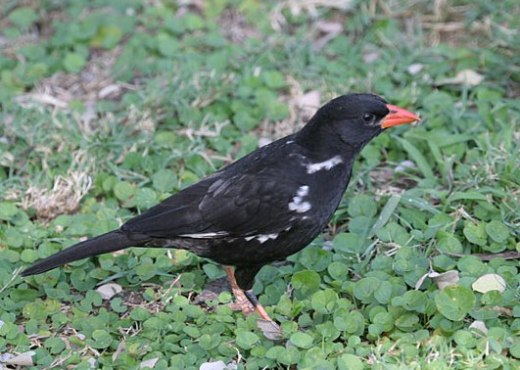
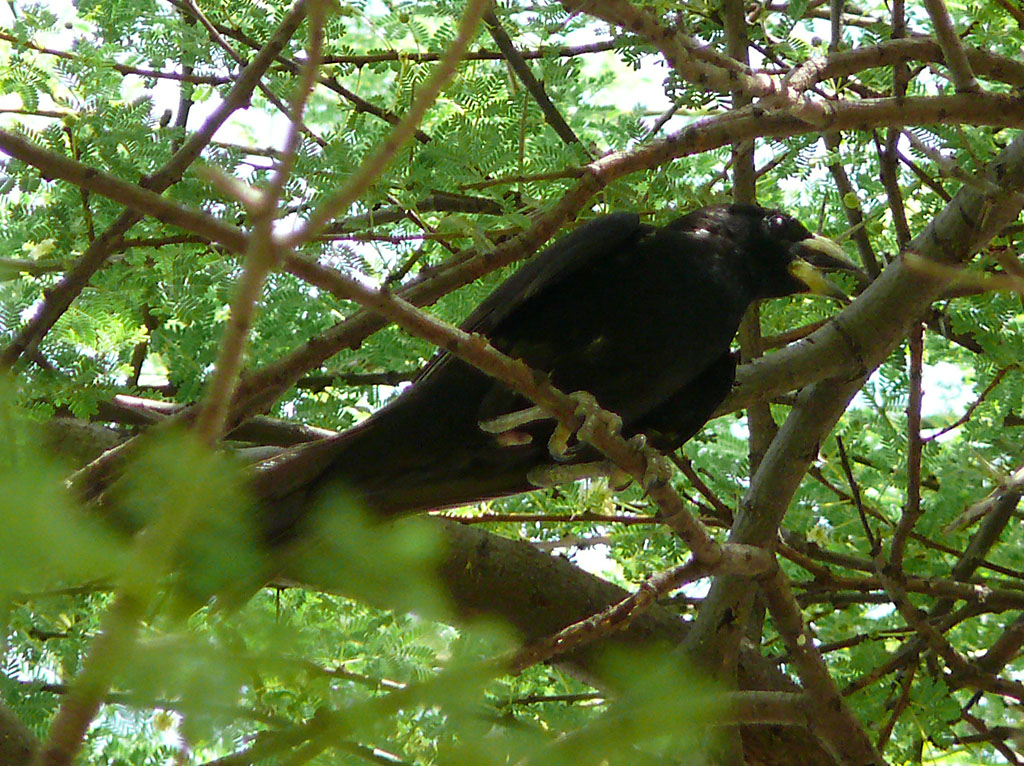